# Філас (цар дріопів)
Філас — владар дріопів, якого вбив Геракл за образу дельфійського святилища.
Край дріопів зайняли малійці. Дочка Філаса, яка стала бранкою, народила від Геракла Антіоха.